# Alsterhalbring
| Karte des geplanten Verlaufs des Alsterhalbrings |                      |                     |                     |
| Spurweite: | 1435 mm (Normalspur) |                     |                     |
| |                      |                     |                     |
| \| \| \| (Streckenanfang) \| \| \| \| Altona \| \| \| \| Holstenstraße \| \| \| \| Schlump \| \| \| \| Grindelberg \| \| \| \| Hallerstraße \| \| \| \| Hofweg \| \| \| \| Winterhuder Weg \| \| \| \| Mundsburg \| \| \| \| Wartenau \| \| \| \| Landwehr \| \| \| \| Burgstraße \| \| \| \| Rothenburgsort-Nord \| \| \| \| Hammerbrook-Süd \| \| \| \| Elbbrücken \| \| \| \| (Streckenende) \| |                      |                     |                     |
| |                      | (Streckenanfang)    |                     |
| U-Bahn-Bahnhof (Strecke außer Betrieb) (im Tunnel) |                      | Altona              | Altona              |
| U-Bahn-Haltepunkt / Haltestelle (Strecke außer Betrieb) (im Tunnel) |                      | Holstenstraße       | Holstenstraße       |
| U-Bahn-Turmhaltepunkt mit Tunnelstrecke (Strecke geradeaus außer Betrieb) (im Tunnel) |                      | Schlump             | Schlump             |
| U-Bahn-Haltepunkt / Haltestelle (Strecke außer Betrieb) (im Tunnel) |                      | Grindelberg         | Grindelberg         |
| U-Bahn-Turmhaltepunkt mit Tunnelstrecke (Strecke geradeaus außer Betrieb) (im Tunnel) |                      | Hallerstraße        | Hallerstraße        |
| U-Bahn-Haltepunkt / Haltestelle (Strecke außer Betrieb) (im Tunnel) |                      | Hofweg              | Hofweg              |
| ehemaliger U-Bahn-Turmhaltepunkt (Strecke geradeaus außer Betrieb) (im Tunnel) |                      | Winterhuder Weg     | Winterhuder Weg     |
| U-Bahn-Turmhaltepunkt (Strecke geradeaus außer Betrieb) (im Tunnel) |                      | Mundsburg           | Mundsburg           |
| U-Bahn-Turmhaltepunkt mit Tunnelstrecke (Strecke geradeaus außer Betrieb) (im Tunnel) |                      | Wartenau            | Wartenau            |
| U-Bahn-Haltepunkt / Haltestelle (Strecke außer Betrieb) (im Tunnel) |                      | Landwehr            | Landwehr            |
| U-Bahn-Turmhaltepunkt mit Tunnelstrecke (Strecke geradeaus außer Betrieb) (im Tunnel) |                      | Burgstraße          | Burgstraße          |
| U-Bahn-Haltepunkt / Haltestelle (Strecke außer Betrieb) (im Tunnel) |                      | Rothenburgsort-Nord | Rothenburgsort-Nord |
| U-Bahn-Haltepunkt / Haltestelle (Strecke außer Betrieb) (im Tunnel) |                      | Hammerbrook-Süd     | Hammerbrook-Süd     |
| U-Bahn-Bahnhof (Strecke außer Betrieb) (im Tunnel) |                      | Elbbrücken          | Elbbrücken          |
| |                      | (Streckenende)      |                     |

Als Alsterhalbring bezeichnete man eine seit den 1920er Jahren geplante, aber nie realisierte Linie der Hamburger U-Bahn. Sie wurde in den frühen Planungen auch Halbringlinie genannt und ab 1950 auch als G-Strecke / Äußerer Ring ausgewiesen, selten erhielt die Linie auch die Bezeichnung U5.

## Planungen der 1920er Jahre
Die Vorplanungen zu einem Alsterhalbring gehen auf die 1920er Jahre zurück. Damals wollte man eine Linie zwischen Eimsbüttel über Schlump, Hallerstraße und weiter unter der Außenalster über Mundsburg nach Horn führen. Zu einer Ausführung dieser Planungen ist es nicht gekommen. Vorrang hatte eine Linie zwischen Kellinghusenstraße und dem Jungfernstieg, die so genannte Kelljunglinie. Hierbei wurde in der Haltestelle Hallerstraße bereits eine Bauvorleistung auf dem Bahnsteig (in Form einer veränderten Stützenkonstruktion) erbracht, da man dort später einen Übergang zu einem darunter quer verlaufenden Bahnsteig des Alsterhalbrings erstellen wollte.

## Planungen ab 1950
Nach dem Generalplan von 1950 und späteren Modifikationen aus dem Aufbauplan von 1960 sollte der Alsterhalbring die Stadtteile Altona, Eimsbüttel und Eppendorf im Westen der Stadt mit Uhlenhorst und Hamm/Rothenburgsort im Osten verbinden und besser erschließen.
Noch um 1970 ging der Hamburger Senat davon aus, dass der Alsterhalbring nach der Eröffnung der Luruper Linie (geplante U4) gebaut werden würde. Wenig später wurde jedoch aufgrund von Finanzproblemen der Stadt Hamburg der U-Bahn-Bau in weiten Teilen gestoppt. 
Es war geplant, im Linienverlauf mehrere bestehende U-Bahn-Strecken zu kreuzen. Dafür wurden nur wenige bauliche Vorleistungen erbracht. Unter der Station Hallerstraße (Kelljunglinie, heute U1) sollte ein quer dazu verlaufender Bahnsteig angelegt werden. In der Bahnsteigmitte wurden bereits Tunnelstützen baulich versetzt, um später einen Abgang zum neuen, tiefer gelegenen Bahnsteig errichten zu können. Westlich der Station Burgstraße (Billstedter Linie, heute U2) existieren am Gleis in Richtung Innenstadt zwei hintereinander liegende Nischen, die eine spätere Ein- bzw. Ausfädelung in den Alsterhalbring ermöglicht hätten.
Die Station Winterhuder Weg sollte sich über zwei Bahnsteigebenen mit jeweils zwei Gleisen mit Richtungsbetrieb erstrecken. Die U5 sollte auf jeder Bahnsteigebene ein Gleis befahren. Die zwei weiteren Gleise sollte die U4 (nach der alten Planung) nutzen.